# Adolf Hutten-Czapski
Adolf Hutten-Czapski herbu Leliwa (ur. 1819, zm. 19 marca 1883) – polski ziemianin, właściciel dóbr Berżany na terenie Litwy, marszałek szlachty guberni kowieńskiej (1855–1858).

## Życiorys
Syn pułkownika Stanisława Hutten-Czapskiego i Zofii z Obuchowiczów. Ukończył Akademię Sztuk Pięknych w Berlinie. Malował dla przyjemności pejzaże w stylu romantycznym, uważając się za artystę amatora. Służył w Armii Imperium Rosyjskiego i został odznaczony Krzyżem Świętego Jerzego. W 1840 zbudował pałac w Berżanach w swoim majątku, którego powierzchnia przekraczała 5000 hektarów. W 1848 marszałek szlachty powiatu telszewskiego, w latach 1855–1858 marszałek szlachty guberni kowieńskiej. Posiadał rosyjską rangę asesora kolegialnego.

## Rodzina
Brat Mariana Hutten-Czapskiego i Edwarda Czapskiego. Poślubił Stanisławę z Górskich h. Nałęcz (ok. 1820–1878), z którą miał pięcioro dzieci, w tym syna Stanisława (ok. 1852–1922), od 1907 hrabiego Imperium Rosyjskiego, urzędnika do szczególnych poruczeń generała-gubernatora wileńskiego.  